# Comisariado Transcaucásico
El Comisariado Transcaucásico fue fundado en Tiflis el 11 de noviembre de 1917 como el primer gobierno independiente de Transcaucasia en sustitución del Comité Especial Transcaucásico formado por el Gobierno provisional ruso el 22 de marzo de 1917.
Tras  la toma del poder por los bolcheviques en San Petersburgo, el Comisariado decidió fortalecer la unión de Georgia, Armenia y Azerbaiyán, por lo que se convocó una Dieta o Asamblea General (Seim) en enero de 1918.
El 22 de abril de 1918, el Seim Transcaucásico, formado por los diputados de Transcaucasia en la disuelta por los bolcheviques Asamblea constituyente rusa y dirigido por el menchevique Nikolái Chjeidze, proclamó la independencia de la República Democrática Federal de Transcaucasia.